# Why Do Fools Fall in Love (nummer)
"Why Do Fools Fall in Love" is een nummer van de Amerikaanse rock-'n-rollband Frankie Lymon & the Teenagers uit 1956, dat sindsdien door meerdere artiesten gecoverd is.
Het doowopnummer was afkomstig van het album The Teenagers featuring Frankie Lymon en werd op single uitgebracht op 10 januari 1956. Het behaalde de eerste plaats in de Billboard R&B hitlijst en de UK Singles Chart.
Al in 1956 werd de eerste cover, door de Canadese band The Diamonds, opgenomen. De Amerikaanse groep The Beach Boys nam in 1964 een cover op van het nummer als B-kant van de single "Fun, Fun, Fun".

## Juridisch gevecht
Op de eerste single-uitgaven werden de songwriting-credits gegeven aan Frankie Lymon, Herman Santiago en Jimmy Merchant. In latere versies werden enkel Lymon en producent George Goldner, baas van Gee Records, genoemd. Goldner werd later vervangen als co-schrijver door Morris Levy nadat deze Gee Records overgenomen had. Na de coverversie van Diana Ross uit 1981 laaide het juridische gevecht weer op. Drie vrouwen beweren elk de weduwe van Lymon te zijn en maken aanspraak op de rechten van het nummer. Na een langslepende juridische procedure werden de auteursrechten in 1992 aan Santiago en Merchant gegund, maar vier jaar later heeft het Amerikaanse Hof van Beroep voor het 2e circuit de rechten aan Lymon en Levy gegeven. De film Why Do Fools Fall in Love uit 1998, met Halle Berry en Vivica A. Fox, is gebaseerd op deze rechtszaken.

## Versie van Diana Ross
Zangeres Diana Ross nam een cover van het nummer op als titeltrack van haar studioalbum Why Do Fools Fall in Love uit 1981. In Nederland en België wist ze hiermee een nummer 1-hit te scoren. Ook in het Verenigd Koninkrijk en de Verenigde Staten werd de top 10 gehaald.

### Hitnoteringen

#### Nederlandse Top 40
| Hitnotering: 14-11-1981 t/m 06-02-1982 | Hitnotering: 14-11-1981 t/m 06-02-1982 | Hitnotering: 14-11-1981 t/m 06-02-1982 | Hitnotering: 14-11-1981 t/m 06-02-1982 | Hitnotering: 14-11-1981 t/m 06-02-1982 | Hitnotering: 14-11-1981 t/m 06-02-1982 | Hitnotering: 14-11-1981 t/m 06-02-1982 | Hitnotering: 14-11-1981 t/m 06-02-1982 | Hitnotering: 14-11-1981 t/m 06-02-1982 | Hitnotering: 14-11-1981 t/m 06-02-1982 | Hitnotering: 14-11-1981 t/m 06-02-1982 | Hitnotering: 14-11-1981 t/m 06-02-1982 | Hitnotering: 14-11-1981 t/m 06-02-1982 | Hitnotering: 14-11-1981 t/m 06-02-1982 |
| Week                                   | 1                                      | 2                                      | 3                                      | 4                                      | 5                                      | 6                                      | 7                                      | 8                                      | 9                                      | 10                                     | 11                                     | 12                                     |                                        |
| -------------------------------------- | -------------------------------------- | -------------------------------------- | -------------------------------------- | -------------------------------------- | -------------------------------------- | -------------------------------------- | -------------------------------------- | -------------------------------------- | -------------------------------------- | -------------------------------------- | -------------------------------------- | -------------------------------------- | -------------------------------------- |
| Nummer                                 | 35                                     | 25                                     | 15                                     | 7                                      | 2                                      | 1                                      | 1                                      | 3                                      | 5                                      | 14                                     | 20                                     | 36                                     | uit                                    |

#### Nationale Hitparade
| Hitnotering: 14-11-1981 t/m 30-01-1982 | Hitnotering: 14-11-1981 t/m 30-01-1982 | Hitnotering: 14-11-1981 t/m 30-01-1982 | Hitnotering: 14-11-1981 t/m 30-01-1982 | Hitnotering: 14-11-1981 t/m 30-01-1982 | Hitnotering: 14-11-1981 t/m 30-01-1982 | Hitnotering: 14-11-1981 t/m 30-01-1982 | Hitnotering: 14-11-1981 t/m 30-01-1982 | Hitnotering: 14-11-1981 t/m 30-01-1982 | Hitnotering: 14-11-1981 t/m 30-01-1982 | Hitnotering: 14-11-1981 t/m 30-01-1982 | Hitnotering: 14-11-1981 t/m 30-01-1982 | Hitnotering: 14-11-1981 t/m 30-01-1982 | Hitnotering: 14-11-1981 t/m 30-01-1982 |
| Week                                   | 1                                      | 2                                      | 3                                      | 4                                      | 5                                      | 6                                      | 7                                      | 8                                      | 9                                      | 10                                     | 11                                     | 12                                     |                                        |
| -------------------------------------- | -------------------------------------- | -------------------------------------- | -------------------------------------- | -------------------------------------- | -------------------------------------- | -------------------------------------- | -------------------------------------- | -------------------------------------- | -------------------------------------- | -------------------------------------- | -------------------------------------- | -------------------------------------- | -------------------------------------- |
| Nummer                                 | 36                                     | 19                                     | 11                                     | 2                                      | 2                                      | 1                                      | 2                                      | 3                                      | 4                                      | 6                                      | 22                                     | 33                                     | uit                                    |

#### NPO Radio 2 Top 2000
| Nummer met noteringen in de NPO Radio 2 Top 2000 | '99  | '00  |
| ------------------------------------------------ | ---- | ---- |
| Why Do Fools Fall in Love                        | 1823 | 1645 |

1. ↑  Een vetgedrukt getal geeft de hoogste notering aan.
2. ↑  Deze tabel is bijgewerkt tot en met de laatste editie (2024).